# Sonja Frey
Sonja Frey, (ur. 22 kwietnia 1993 w Wiedniu) – austriacka piłkarka ręczna, reprezentantka kraju grająca na pozycji lewoskrzydłowej. Obecnie występuje w Bundeslidze, w drużynie Thüringer HC.

## Sukcesy
- Mistrzostwa Niemiec:
  -  2013
- Puchar Niemiec:
  -  2013